# Belarussische Fußballnationalmannschaft/Olympische Spiele
Die belarussische Nationalmannschaft hatte ihr Debüt auf der olympischen Bühne bei den Spielen im Jahr 2012 in London.

## Ergebnisse bei den Olympischen Spielen

### 2012
Als Drittplatzierter bei der U-21-Europameisterschaft 2011, qualifizierte sich die U21-Mannschaft für das olympische Fußballturnier bei den Spielen im Jahr 2012. In der Gruppe C traf man hier auf Brasilien, Ägypten und Neuseeland. Die erste Partie gegen Neuseeland gewann man dann auch sogar mit 1:0. Danach folgten gegen die beiden anderen Teilnehmer jedoch nur noch Niederlagen, welche beide mit 1:3 endeten. So verpasste die Mannschaft das Weiterkommen nur knapp.

### Seit 2012
Seit der Europameisterschaft 2011 qualifizierte sich die U-21 für keine weitere Austragung dieses Turniers. Damit nahm die Mannschaft seitdem auch nicht mehr an einem olympischen Fußballturnier teil.